# Lenker (Fichtelgebirge)
Der Lenker ist ein 616 m hoher, stark bewaldeter Berg in der Selb-Wunsiedler Hochfläche des Fichtelgebirges. Er liegt östlich des Dorfes Hebanz, Gemeindeteil der Stadt Marktleuthen im Landkreis Wunsiedel im Fichtelgebirge (Nordostbayern). Die Bergspitze besteht aus wild zerklüftetem Porphyr-Granit.

## Name
Im Landbuch der Sechsämter von 1499 taucht der Name Lengker auf, ohne dass bisher eine Namensdeutung vorliegt.

## Karten
- Topografische Karte des Bayerischen Landesvermessungsamtes Nr. 5838 Selb (1:25.000)
- Fritsch Wanderkarte Nr. 106 Selb-Schönwald (1:35.000)